# Chirurgie des cancers du poumon
La chirurgie des cancers du poumon regroupe l'ensemble des interventions de chirurgie thoracique utilisées dans le traitement des cancers du poumon, en particulier les cancers bronchiques non à petites cellules. La chirurgie peut être réalisée en première intention, dans le cas des tumeurs sans extension ganglionnaire médiastinale importante, ou après une chimiothérapie, voire une radiochimiothérapie, dite « d'induction » ou « néoadjuvante », visant à diminuer le volume tumoral et l'envahissement ganglionnaire. Selon la taille et la localisation de la tumeur, plusieurs types d'intervention peuvent être proposées, principalement lobectomie pulmonaire ou pneumonectomie.

## Classification des cancers du poumon

### Classification histologique
Il existe de nombreux types de cancer du poumon. Les cancers non à petites cellules sont un sous-groupe de traitement et de pronostic comparables, et qui regroupent eux-mêmes plusieurs types histologiques. Les adénocarcinomes et les carcinomes épidermoïdes en sont les types majoritaires.

### Classification TNM et stades
Outre son type histologique, un cancer est également classé selon son extension. Pour les cancers du poumon, la classification TNM est utilisée et évalue l'envahissement local (T), ganglionnaire (N) et métastatique (M) selon des critères standardisés. La classification TNM est ensuite regroupée en stades désignés par des chiffres romains. Seuls les stades précoces sont habituellement éligibles à la chirurgie.
|     | N0   | N1   | N2   | N3   |
| --- | ---- | ---- | ---- | ---- |
| T1  | Ia   | IIa  | IIIa | IIIb |
| T2a | Ib   | IIa  | IIIa | IIIb |
| T2b | IIa  | IIb  | IIIa | IIIb |
| T3  | IIb  | IIIa | IIIa | IIIb |
| T4  | IIIa | IIIa | IIIb | IIIb |

Les patients de stade I et II sont considérés comme relevant d'un traitement chirurgical d'emblée.

## Indications opératoires

### Chirurgie première
Si la chirurgie est le traitement préférentiel de certains cancers du poumon, trois éléments peuvent contre-indiquer la chirurgie, de manière temporaire ou définitive : la présence de métastases à distance, la présence d'un envahissement ganglionnaire médiastinale, et un mauvais état respiratoire et fonctionnel. Le bilan pré-opératoire s'attache donc à rechercher ces éléments.
Lorsque la chirurgie n'est pas réalisable en raison du mauvais état fonctionnel du patient, mais que la tumeur est à un stade précoce sans envahissement ganglionnaire, un traitement par radiothérapie stéréotaxique peut être proposé.

## Interventions réalisées
Le but de la chirurgie est de retirer la tumeur en un seul bloc. Afin de conserver le plus possible de parenchyme pulmonaire sain, la lobectomie pulmonaire, où un seul lobe du poumon est retiré, est préférée. Cependant, lorsque la tumeur envahit plusieurs lobes, une pneumonectomie, intervention plus lourde où l'ensemble d'un poumon est retiré, est réalisée. À l'inverse, une tumeur très périphérique de moins de 2 cm peut être éligible à une résection infralobaire comme une segmentectomie pulmonaire, en particulier chez un patient limite au plan fonctionnel.
Un curage ganglionnaire médiastinal est systématiquement réalisé lors de la résection pulmonaire.

## Traitement complémentaire
Après la chirurgie, un traitement adjuvant par chimiothérapie ou radiothérapie peut être proposé selon les résultats de l'analyse anatomopathologique de la pièce opératoire, en particulier du curage.